# Eulidia yarrellii
Eulidia yarrellii е вид птица от семейство Колиброви (Trochilidae), единствен представител на род Eulidia. Видът е застрашен от изчезване.

## Разпространение
Видът е разпространен в Перу и Чили.